# Newman (Austrália Ocidental)
Newman é uma cidade na região de Pilbara, no estado australiano da Austrália Ocidental. Localiza-se a 1 186 km ao norte de Perth e a 9 km ao norte do Trópico de Capricórnio, sendo acessada pela rodovia Great Northern Highway. No censo australiano de 2006, sua população era de 4 245 habitantes. Newman é uma cidade de mineração moderna, com casas contrastando com o deserto avermelhado circundante. A Cratera Hickman está situada 35 km ao norte de Newman.

## História
Newman foi construída na década de 1960 pela Mount Newman Mining Company, em seguida à descoberta de reservas de minério de ferro na mina do vizinho Monte Whaleback. A descoberta marcou o início do boom na exploração de recursos na Austrália Ocidental na década de 1970. A cidade foi nomeada em função do vizinho Monte Newman, que por sua vez é uma homenagem ao pioneiro A.W. Newman, que morreu de febre tifoide pouco antes de atingir a área em 1896.

## Transporte

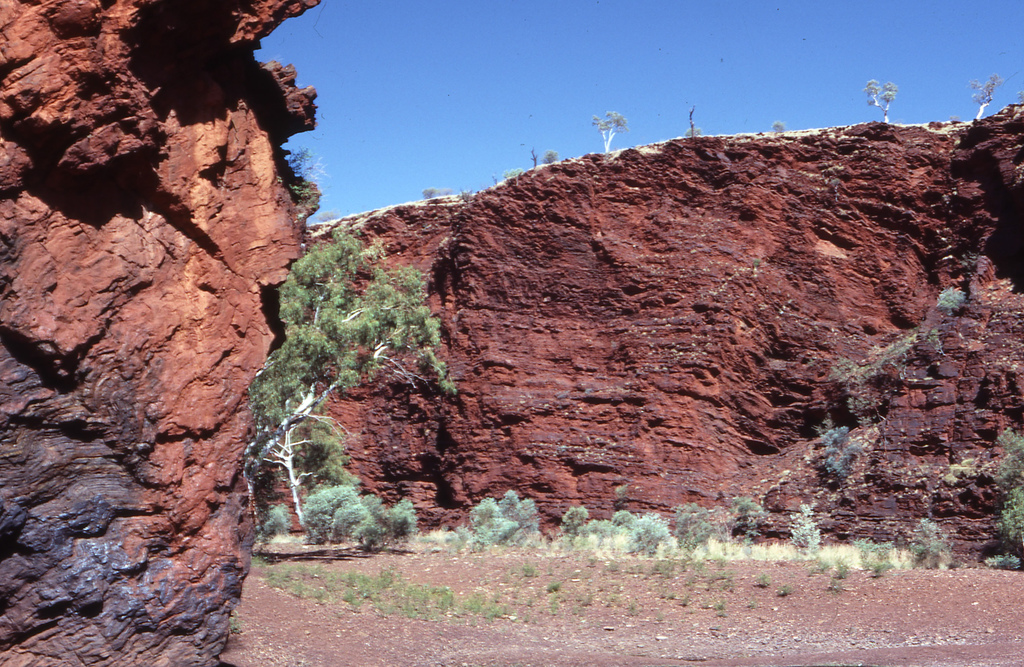
Depósitos de ferro.

Uma ferrovia privada, a Mount Newman railway, foi construída ligando Newman a Port Hedland, cujo porto foi expandido para poder atender à exportação do minério no mercado mundial. Em 21 de junho de 2001, um trem com 7,353 km de comprimento, com 682 vagões de minério e oito locomotivas fez a viagem de Newman a Port Hedland como a composição mais longa do mundo de todos os tempos.
Tipicamente, os trens de minério têm 2 km de extensão. Newman também presta serviços a localidades mineradoras vizinhas, tais como Tom Price e Paraburdoo. A cidade é servida pelo aeroporto de Newman.

## Clima
Newman tem clima árido, com verões muito quentes e invernos amenos. A temperatura atinge ou excede diariamente os 38 °C em quase todos os dias do verão. Em 15 de janeiro de 1998, a temperatura em Newman atingiu um valor máximo absoluto de 48,4 °C. A precipitação é esparsa, mas o influxo de umidade de monção no verão, que geralmente começa em dezembro e se estende até abril, aumenta a umidade do ar e ocasionalmente causa chuva e tempestade. Os meses de inverno são de amenos a quentes, com temperaturas máximas entre 20 °C a 26 °C, enquanto as temperaturas mínimas noturnas raramente caem de 6 °C.
| Dados climatológicos para Newman, Austrália Ocidental | Dados climatológicos para Newman, Austrália Ocidental | Dados climatológicos para Newman, Austrália Ocidental | Dados climatológicos para Newman, Austrália Ocidental | Dados climatológicos para Newman, Austrália Ocidental | Dados climatológicos para Newman, Austrália Ocidental | Dados climatológicos para Newman, Austrália Ocidental | Dados climatológicos para Newman, Austrália Ocidental | Dados climatológicos para Newman, Austrália Ocidental | Dados climatológicos para Newman, Austrália Ocidental | Dados climatológicos para Newman, Austrália Ocidental | Dados climatológicos para Newman, Austrália Ocidental | Dados climatológicos para Newman, Austrália Ocidental | Dados climatológicos para Newman, Austrália Ocidental |
| Mês                                                   | Jan                                                   | Fev                                                   | Mar                                                   | Abr                                                   | Mai                                                   | Jun                                                   | Jul                                                   | Ago                                                   | Set                                                   | Out                                                   | Nov                                                   | Dez                                                   | Ano                                                   |
| ----------------------------------------------------- | ----------------------------------------------------- | ----------------------------------------------------- | ----------------------------------------------------- | ----------------------------------------------------- | ----------------------------------------------------- | ----------------------------------------------------- | ----------------------------------------------------- | ----------------------------------------------------- | ----------------------------------------------------- | ----------------------------------------------------- | ----------------------------------------------------- | ----------------------------------------------------- | ----------------------------------------------------- |
| Temperatura máxima recorde (°C)                       | 48,4                                                  | 46,0                                                  | 43,3                                                  | 40,4                                                  | 35,2                                                  | 33,0                                                  | 31,0                                                  | 34,1                                                  | 38,0                                                  | 42,9                                                  | 43,9                                                  | 45,0                                                  | 48,4                                                  |
| Temperatura máxima média (°C)                         | 39,5                                                  | 37,2                                                  | 35,8                                                  | 31,6                                                  | 27,3                                                  | 22,9                                                  | 23,0                                                  | 25,8                                                  | 30,5                                                  | 35,0                                                  | 37,4                                                  | 38,9                                                  | 32,1                                                  |
| Temperatura mínima média (°C)                         | 25,3                                                  | 24,4                                                  | 22,4                                                  | 18,4                                                  | 13,0                                                  | 9,6                                                   | 8,1                                                   | 10,1                                                  | 13,7                                                  | 17,9                                                  | 21,4                                                  | 23,9                                                  | 17,3                                                  |
| Temperatura mínima recorde (°C)                       | 16,1                                                  | 17,0                                                  | 9,0                                                   | 6,0                                                   | 1,0                                                   | −1,1                                                  | −2,9                                                  | −2,0                                                  | 1,0                                                   | 6,0                                                   | 11,8                                                  | 15,2                                                  | −2,9                                                  |
| Precipitação (mm)                                     | 57,2                                                  | 78,9                                                  | 41,7                                                  | 18,4                                                  | 18,5                                                  | 14,6                                                  | 15,1                                                  | 7,7                                                   | 3,4                                                   | 4,7                                                   | 10,5                                                  | 37,3                                                  | 312,0                                                 |
| Dias com precipitação                                 | 6,6                                                   | 6,6                                                   | 4,6                                                   | 3,2                                                   | 2,6                                                   | 3,0                                                   | 2,5                                                   | 1,3                                                   | 0,9                                                   | 1,5                                                   | 2,5                                                   | 5,2                                                   | 40,6                                                  |
| Umidade relativa (%)                                  | 25                                                    | 34                                                    | 28                                                    | 29                                                    | 27                                                    | 32                                                    | 29                                                    | 22                                                    | 17                                                    | 14                                                    | 15                                                    | 20                                                    | 24                                                    |
| Fonte:                                                |                                                       |                                                       |                                                       |                                                       |                                                       |                                                       |                                                       |                                                       |                                                       |                                                       |                                                       |                                                       |                                                       |